# Ineke Bakker (politica)
I.A. (Ineke) Steinmetz-Bakker (Enschede, 1954) is een Nederlands VVD-politica en bestuurder.

## Biografie
In de gemeente Steenwijk werd ze in 1996 steunfractielid van de VVD-fractie en in 1998 tot en met 2000 zat ze er in de gemeenteraad en werd ze er in 2000 ook wethouder. Nadat Steenwijk op 1 januari 2001 fuseerde met Brederwiede en IJsselham tot de nieuwe gemeente Steenwijk was ze er tot 2002 opnieuw gemeenteraadslid en tot 2006 wethouder. Op 1 januari 2003 werd de gemeentenaam gewijzigd tot Steenwijkerland. Als wethouder was ze belast met Ruimtelijke Ordening, Volkshuisvesting en Milieu. Van 2006 tot 2007 was ze er weer gemeenteraadslid. Vanaf 2011 was Bakker vier jaar lid van de Gedeputeerde Staten van Overijssel. Daarvoor was zij vier jaar lid van de Provinciale Staten van Overijssel. 
Vanaf april 2016 was ze waarnemend burgemeester van Dinkelland als opvolgster van Roel Cazemier die burgemeester van de gemeente Krimpenerwaard is geworden. In oktober 2017 heeft de gemeenteraad van Dinkelland John Joosten voorgedragen als nieuwe burgemeester van Dinkelland. Hij werd in januari 2018 geïnstalleerd als haar opvolger. Bakker was van 1 november 2018 tot 14 juni 2019 waarnemend burgemeester van Dronten. Jean Paul Gebben is sindsdien burgemeester van Dronten. Vanaf 19 september 2019 was zij waarnemend burgemeester van Urk. Op 1 oktober 2020 werd zij op Urk opgevolgd door Cees van den Bos.
Omdat Van den Bos in mei 2021 werd getroffen door corona en daar ook een longontsteking bij kreeg, nam Bakker tijdelijk waar vanaf 10 juni dat jaar. Van den Bos heeft op 30 augustus van dat jaar zijn werkzaamheden hervat. Met ingang van 6 februari 2023 werd Bakker benoemd tot waarnemend burgemeester van Lelystad wegens ziekte van Mieke Baltus. Op 5 februari 2024 hervatte Baltus haar werkzaamheden in Lelystad. Bakker is bestuurslid van Rabo Theater De Meenthe in Steenwijk.